# Пам'ятки історії Роздольненського району
У Роздольненському районі Криму нараховується 28 пам'яток історії, всі — місцевого значення.
| № п/п | Обліковий номер | Найменування пам'ятника | адреса / розташування                                                                                    | Рішення про взяття на облік     | фото |
| ----- | --------------- | --- | --- | ------------------------------- | ---- |
| 1     | 1484            | Братська могила радянських воїнів, 1940 р., 1944 р. | Роздольненська сел./р, селище Роздольне, на селищному кладовищі                                          | Рішення КО від 05.09.1969 № 595 |      |
| 2     | 1498            | Пам'ятний знак на честь воїнів-односельців. Дата споруди: 1967 р.                                                                                             | Роздольненська сел./р, селище Роздольне, пр. 30-річчя Перемоги                                           | Рішення КО від 05.09.1969 № 595 |      |
| 3     | 1488            | Братська могила жертв фашизму, грудень 1941 р. | Березівська с/р, с. Березівка, за 2 км на південь від села                                               | Рішення КО від 05.09.1969 № 595 |      |
| 4     | 1994            | Могила Смирнова, квітень 1944 р. | Березівська с/р, с. Березівка, сільське кладовище                                                        | Рішення КО від 15.01.1980 № 16  |      |
| 5     | 1499            | Пам'ятний знак на честь воїнів-односельців. Дата споруди: 1967 р.                                                                                             | Березівська с/р, с. Березівка ??, центр села                                                             | Рішення КО від 05.09.1969 № 595 |      |
| 6     | 1996            | Братська могила радянських воїнів та пам'ятний знак на честь воїнів-односельців. Дата подій: серпень 1944 р., 1941—1945 рр. Дата споруди: 1967 р.             | Березівська с/р, с. Нива, за 1 км на захід від села                                                      | Рішення КО від 15.01.1980 № 16  |      |
| 7     | 1889            | Пам'ятний знак на честь воїнів-односельців. Дата споруди: 09.05.1972 р.                                                                                       | Ботанічна с/р, с. Ботанічне, в центрі села                                                               | Рішення КО від 07.04.1972 № 168 |      |
| 8     | 1888            | Пам'ятний знак на честь односельців. Дата споруди: 09.05.1971 р. Автор: Н. А. Смуругов                                                                        | Ботанічна с/р, с. Кумове, центр села                                                                     | Рішення КО від 07.04.1972 № 168 |      |
| 9     | 1998            | Братська могила жертв фашизму, 1941—1945 рр. | Зиминська с/р, с. Зимине, 2 км на схід від села                                                          | Рішення КО від 15.01.1980 № 16  |      |
| 10    | 1501            | Пам'ятний знак на честь воїнів-односельців. Дата подій: 1941—1945 рр. Дата споруди: 1967 р. Автор: Н. А. Смуругов                                             | Зиминська с/р, с. Зимине, біля Будинку культури                                                          | Рішення КО від 05.09.1969 № 595 |      |
| 11    | 1999            | Пам'ятний знак на честь воїнів-односельців. Дата споруди: 1969 р.                                                                                             | Ковильнівська с/р, с. Ковильне, в парку біля Будинку культури                                            | Рішення КО від 15.01.1980 № 16  |      |
| 12    | 1486            | Братська могила радянських воїнів, квітень 1944 р. | Новоселівська сел./р, селище Новоселівське біля будівлі училища                                          | Рішення КО від 05.09.1969 № 595 |      |
| 13    | 1487            | Братська могила радянських воїнів, квітень 1944 р. | Новоселівська сел./р, селище Новоселівське, дорога Новоселівське — Виноградове, 400 м на схід від селища | Рішення КО від 05.09.1969 № 595 |      |
| 14    | 3234            | Братська могила жертв фашизму, 1941 р. | Новоселівська сел./р, селище Новоселівське, дорога Новоселівське — Виноградове, 400 м на схід від селища | Рішення КО від 20.02.1990 № 48  |      |
| 15    | 3235            | Могила Героя Радянського Союзу А. М. Даніліна, 20.10.1970 р.                                                                                                  | Новоселівська сел./р, селище Новоселівське, південна околиця селищного кладовища                         | Рішення КО від 20.02.1990 № 48  |      |
| 16    | 1495            | Братська могила жертв фашистського терору, квітень 1944 р. | Руч'ївська с/р, с. Комишне, біля шосе Роздольне — Красноперекопськ, 50 м від села                        | Рішення КО від 05.09.1969 № 595 |      |
| 17    | 1494            | Братська могила радянських воїнів, 1941—1945 рр. | Руч'ївська с/р, с. Руч'ї, сільське кладовище                                                             | Рішення КО від 05.09.1969 № 595 |      |
| 18    | 1500            | Пам'ятний знак на честь воїнів-односельців. Дата споруди: 1967 р.                                                                                             | Серебрянська с/р, с. Орлівка, неподалік школи                                                            | Рішення КО від 05.09.1969 № 595 |      |
| 19    | 1502            | Пам'ятний знак на честь воїнів-односельців. Дата споруди: 1967 р.                                                                                             | Серебрянська с/р, с. Серебрянка                                                                          | Рішення КО від 05.09.1969 № 595 |      |
| 20    | 1493            | Братська могила жертв фашистського терору, 1941—1945 рр. | Серебрянська с/р, с. Серебрянка, за 1,5 км на схід від села                                              | Рішення КО від 05.09.1969 № 595 |      |
| 21    | 1491            | Братська могила жертв фашизму, 1941—1945 рр. | Серебрянська с/р, с. Соколи, 1 км на південь від села                                                    | Рішення КО від 05.09.1969 № 595 |      |
| 22    | 1504            | Пам'ятний знак на честь воїнів-односельців. Дата споруди: 1967 р., реконструкція в 1980 р.                                                                    | Славнівська с/р, с. Рилєєвка, вул. Миру, біля магазину                                                   | Рішення КО від 05.09.1969 № 595 |      |
| 23    | 2000            | Пам'ятник Володі Дубініну. Дата події: 02.01.1942 р. Дата споруди: 1972 р.                                                                                    | Славнівська с/р, с. Славне                                                                               | Рішення КО від 15.01.1980 № 16  |      |
| 24    | 1503            | Пам'ятний знак на честь воїнів-односельців. Дата споруди: 1967 р.                                                                                             | Славнівська с/р, с. Славне, біля Будинку культури                                                        | Рішення КО від 05.09.1969 № 595 |      |
| 25    | 1497            | Братська могила прикордонників та партизан, і пам'ятник воїнам-односельцям. Дата подій: 1941—1945 рр., перепоховання — 1969 р. Дата споруди: 1969 р.          | Славнівська с/р, с. Стерегуще                                                                            | Рішення КО від 05.09.1969 № 595 |      |
| 26    | 1505            | Пам'ятний знак на честь воїнів-односельців. Дата споруди: 1967 р.                                                                                             | Слов'янська с/р, с. Слов'янське, поблизу будівлі правління колгоспу                                      | Рішення КО від 05.09.1969 № 595 |      |
| 27    | 1489            | Братська могила червоногвардійців. 1918—1920 рр. | Чернишівська с/р, с. Кропоткіне, сільське кладовище                                                      | Рішення КО від 05.09.1969 № 595 |      |
| 28    | 1490            | Братська могила учасників Євпаторійського десанту та пам'ятник односельцям. Дата подій: 1942 р., 1941—1945 рр., Перепоховання — 1967 р. Дата споруди: 1967 р. | Чернишевська с/р, с. Чернишове, поблизу Будинку культури                                                 | Рішення КО від 05.09.1969 № 595 |      |
|       |                 | | |                                 |      |